# Rhinoclama teres
Rhinoclama teres is een tweekleppigensoort uit de familie van de Cuspidariidae. De wetenschappelijke naam van de soort is voor het eerst geldig gepubliceerd in 1882 door Jeffreys.